# Wenzel Lohff
Klaus-Wenzel Lohff (* 5. November 1925 in Bad Oeynhausen; † 14. Januar 2016) war ein deutscher evangelisch-lutherischer Theologe. 

## Leben
Lohff studierte nach dem Dienst im Zweiten Weltkrieg ab 1946 Evangelische Theologie an der Universität Erlangen. Dort wurde er 1950 zum Dr. phil. und 1954 aufgrund einer Arbeit über die Religionskritik von Karl Jaspers zum Dr. theol. promoviert. Nach der Habilitation für Systematische Theologie in Erlangen im Jahr 1958 wurde er 1959 außerordentlicher Professor für Religionspädagogik an der Pädagogischen Hochschule München-Pasing. 1963 wurde er auf den neuerrichteten Lehrstuhl mit dem Schwerpunkt Dogmatik an der Universität Hamburg berufen. 1974 wechselte er an die Universität Göttingen, kehrte aber schon 1976 nach Hamburg zurück, um das Amt des Hauptpastors an St. Jacobi zu übernehmen. 1980 wurde er zum Rektor des Theologischen Studienseminars der Vereinigten Evangelisch-Lutherischen Kirche Deutschlands (VELKD) in Pullach bei München berufen. 1986 in den Ruhestand versetzt, verbrachte er seinen Lebensabend in Kuden bei Hamburg.
An der Universität Göttingen wurde er nach seinem Weggang nach Hamburg zum Honorarprofessor ernannt. 1981 wurde er auch Honorarprofessor an der Ludwig-Maximilians-Universität München.

## Bedeutung
Lohff war Autor zahlreicher fachwissenschaftlicher und populärwissenschaftlicher Bücher. Daneben war er auch kirchen- und wissenschaftspolitisch engagiert. Als Mitglied im Rat der Evangelischen Kirche in Deutschland 1971–1979 setzte er sich für die Leuenberger Konkordie von 1973 ein, an deren Ausarbeitung er auch selbst großen Anteil genommen hatte, und half, den partiellen Widerstand im deutschen Luthertum gegen ihr Modell der Kirchengemeinschaft zu überwinden. Von 1973 bis 1979 war er Gründungsvorsitzender der Wissenschaftlichen Gesellschaft für Theologie.

## Schriften (Auswahl)
- Glaube und Freiheit. Das theologische Problem der Religionskritik von Karl Jaspers. Bertelsmann, Gütersloh 1957.
- Wie unser Leben gelingen kann. Die 10 Gebote. Agentur des Rauhen Hauses, Hamburg 1970.
- Glaubenslehre und Erziehung. Vandenhoeck und Ruprecht, Göttingen 1974, ISBN 3-525-33355-2.
- Bekenntnis zum Frieden. Eine Auslegung der Confessio Augustana. Lutherisches Verlagshaus, Hamburg 1980.
- Argumente der Zuversicht. Kreuz, Stuttgart 1980, ISBN 3-7831-0612-5.
- Fundus des Glaubens. Zugänge zur Begründung elementaren Glaubenswissens. Vandenhoeck und Ruprecht, Göttingen 1986, ISBN 3-525-58147-5 (Digitalisat).

Als Herausgeber
- (mit Lutz Mohaupt) Volkskirche der Zukunft? Leitlinien der Augsburgischen Konfession für das Kirchenverständnis heute. Lutherisches Verlagshaus, Hamburg 1977.
- (mit Lewis W. Spitz) Discord, dialogue, and concord. Studies in the Lutheran Reformation's Formula of Concord. Fortress press, Philadelphia 1977.